# Seimaden
Seimaden (jap. 聖魔伝) ist eine Manga-Serie von You Higuri, die von 1993 bis 1998 in Japan erschien. Sie ist in die Genres Shōjo, Fantasy und Drama einzuordnen und wurde ins Deutsche und andere Sprachen übersetzt. Es baut auf dem 1994 von You Higuri erschienenen Azel Seimaden auf, setzt dessen Handlung jedoch nicht direkt fort. Die Grundidee zur Geschichte und die Hauptfiguren gehen zurück auf Dōjinshis im Genre Yaoi, die die Autorin noch vor ihrer professionellen Laufbahn schuf.

## Handlung
Hilda Hildegard, die beste Tänzerin in der Stadt, wird von vielen bewundert und begehrt. Doch gilt das auch für den Verbrecher Gargul, der sie für sich haben will. Als er sich ihr während einer Vorstellung annähert, geht der junge Kukuru dazwischen. Er ist erfolglos, doch kommt dann Laures Hilda zu Hilfe, der ihr Liebhaber sein soll. Der hochgewachsene Mann kann Gargul durch Hypnose überwältigen und begleitet Hilda nach Hause. Er hilft ihr immer wieder, doch sie kennt ihn kaum – sie weiß auch nichts über ihre eigene Vergangenheit. Als sie bald darauf von Gargul entführt wird, greift Laures seine Burg an. Er kann alle Wachen überwältigen und tötet Gargul vor Hildas Augen grausam. Befreit trifft Hilda vor der Burg auf Rodrique. Er stellt sich als der letzte aus dem magisch begabten Volk der Azeel heraus, der in Hilda verliebt ist und sie daher suchte. Sein Volk ist von Laures, König der Dämonen, getötet worden und Laures nahm ihr auch ihre Erinnerungen, so erzählt es Rodrique. Doch Hilda will das nicht glauben.
Währenddessen besucht Titius, Diener von Laures, seinen Herrn und bittet ihn ins Reich der Dämonen zurückzukehren. Doch Laures lehnt ab, da Hilda auch die Wiedergeburt seiner große Liebe aus der Zeit ist, als er noch ein Mensch war. Er will um das Herz von Hilda kämpfen und ihm ist bewusst, dass es dafür nicht einfach genügt Rodrique zu töten. Schließlich stellt dieser selbst ihn zum Kampf, in dessen Verlauf sich Hilda auf Laures’ Seite stellt. Rodrique kann dem Tod durch Laures nur entkommen, da sich seine Reisebegleiter – der Mann Asbar und Rods kleiner Bruder Rabi – sich nähern und die Stärker ihres Geistes Laures sich zurückziehen lässt. Zwar ist Rod gerettet, doch ohne dass er es weiß, hat längst der Geist von Maruka Besitz von Rabi ergriffen. Die mächtige Azeel will, dass Rod ihr Volk rächt und Hilda steht ihr dafür im Wege. Währenddessen tritt diese zusammen mit ihrer Freundin, der Kitara-Spielerin Sherril auf. Früher hatte Sherril sie aufgenommen und gerettet, nun sorgt Hilda um die todkranke Sherril. Um ihr eine Behandlung zu ermöglichen, will Hilda trotz aller Warnungen beim als grausam bekannten Grafen von Belg auftreten. Dabei gerät sie zunächst in ein Komplott Rabis, bei dem sie fast umkommt. Sie rettet nur das Schwert der Azeel, das in ihr versiegelt ist und nun erstmals zum Vorschein kam. Schließlich tritt sie beim Grafen auf, der sie für seine Sammlung von Schönheiten behalten will. Nur Laures kann sie gerade noch retten.
Im Reich der Dämonen befreit Titius den Dämonengeneral Zadei, den Erzfeind von Laures. Mit ihm will er Laures zwingen, ins Reich der Dämonen zurückzukehren. Der mächtige, aber etwas einfältige General vertraut Titius nicht. Dennoch fallen sie gemeinsam in der Welt der Menschen ein und errichten ihre Basis im Schloss des Grafen von Belg, der an den Dämonen Gefallen findet und mit ihnen paktiert. Er hat Gefallen an der Schönheit Laures‘ gefunden und will auch ihn besitzen. Währenddessen begegnet Sherril Titius, den sie wegen seiner Gestalt für einen Engel hält. Im entbrennenden Kampf der Menschen gegen die Dämonen erringt Rod mit seiner magischen Kraft große Bekanntheit und Beliebtheit. Schließlich entsteht gar ein Kult um den letzten der Azeel. Mit seiner Magie kann er auch Sherrils Leid lindern, aber nicht heilen. Als Maruka den davon geschwächten Rod heilen will, erkennt dieser, dass sie von Rabi Besitz ergriffen hat. Ihre Forderungen, sein Volk zu rächen und Hilda fallen zu lassen, lehnt er ab, kann sich seiner Verpflichtung jedoch auch nicht ganz entziehen. Währenddessen entführen Zadei und Titius Hilda, um Laures ins Schloss zu locken. Der gibt zum Schutze seiner Geliebten nach und wird zum Gefangenen des Grafen. Das Schloss wird immer mehr selbst zum Teil des Dämonenreiches und die Dämonisierung erreicht schließlich und zu dessen Entsetzen auch den Grafen selbst, der sich verraten fühlt.
Sherril geht auf eigene Faust zum Schloss, um ihrer Freundin zu helfen. Sie wird von Titius abgefangen und geschützt. Auch Rod geht zum Schloss, um Hilda zu retten und Laures zu besiegen. Die Rettung wird zunächst vereitelt, als Titius Sherril als Geisel nimmt, die sich schließlich in den Tod stürzt. Die Transformation des Schlosses schreitet voran, Titius will es mitsamt Hilda in die Hölle befördern und sich so der lästigen Geliebten seines Fürsten entledigen. Zadei bemerkt, dass auch er von Titius verraten wurde. Doch kann er ihn nicht töten, da er sich in Titius verliebt hat. Auf ihren Versuchen, aus dem Schloss zu fliehen, stellt sich Hilda und Rod immer wieder Titius entgegen, bis schließlich auch Laures ihnen zu Hilfe kommt. Als ihnen sich der von Titius Magie besessene Körper Sherrils entgegenstellt, wird er von Laures zerfetzt. Hilda ist entsetzt. Es kommt zum Kampf gegen Zadei, in dem das Schwert der Azeel erwacht. Rod ergreift es und kann so den Kampf gewinnen, Hilda retten und die Dämonen bannen. Er kehrt zurück zu den Menschen, die ihn als Held feiern. Doch hat das Schwert und die Rachegeister der Azeel Besitz von ihm ergriffen. Zadei und Laures setzen ihren Kampf fort, in den sich Titius zum Schutze seines Fürsten Laures einmischt. Zum Entsetzen beider Kämpfer kommt er um. Zadei trauert um den von ihm geliebten und schwört Rache an Laures. Die von Titius beschworene Dämonisierung des Schlosses bricht ab.

## Veröffentlichungen
Die Serie erschien von 1993 bis 1998 im Magazin Asuka Fantasy DX bei Kadokawa Shoten. Einzelne Kapitel erschienen zuvor schon in Asuka DX noch unter dem Titel Azel Seimaden (アゼル聖魔伝, Azeru Seimaden). Da dieser jedoch noch an den Verlag des Vorgängerwerks von 1994 verkauft war, wurde der Anfang des Titels weggelassen und der Beginn der Geschichte nochmals umgestaltet, außerdem wurde erneut das Magazin gewechselt zu Fantasy DX. Die Kapitel wurden später auch in 10 Sammelbänden veröffentlicht. Diese erschienen von 2001 bis 2003 bei Carlsen Comics auch auf Deutsch. Außerdem wurde der Manga ins Englische, Polnische, Französische und Chinesische übersetzt.
Neben dem Manga erschien auch ein Hörspiel auf CD sowie ein Artbook mit dem Titel Poison. Daneben brachte You Higuri mehrere Dōjinshi mit Szenen heraus, die es nicht in die Serie geschafft hatten.

## Rezeption
Die ersten Bände des Mangas läsen sich noch schwerfällig, da die Künstlerin noch nicht zu einem ausgereiften Stil und einen guten Erzählfluss gefunden hat, so Jason Thompson in seiner Kritik der Serie. In den späteren Bänden werde die Geschichte interessanter, vor allem weil You Higuri ihr Talent für Anspielungen an Yaoi und leichten Sadismus in Gothic-Atmosphäre entdecke. Doch selbst dann wirke Seimaden noch wie aus Versatzstücken anderer Fantasy-Serien der 1990er Jahre zusammengestückelt. Die deutsche Zeitschrift Animania dagegen nennt Seimaden „eine der wunderbarsten Fantasy-Epen der letzten Jahre“. Der Manga sei „nicht nur für Shōnen-Ai-Fans geeignet, denn er offenbart eine weitgefächerte Welt voller Mystik, Hass und Intrigen, aber auch Gefühle wie Hoffnung und den Wunsch nach ewiger Liebe“.